# Aappilattoq Helistop (Upernavik)
 For alternative betydninger, se Aappilattoq Helistop (Nanortalik).
Aappilattoq Helistop (IATA: , ICAO: BGAG) er en grønlandsk flyveplads beliggende i Aappilattoq ved Upernavik med et gruslandingsområde på 20 m x 30 m. I 2008 var der 387 afrejsende passagerer fra flyvepladsen fordelt på 87 starter (gennemsnitligt 4,45 passagerer pr. start).
Aappilattoq Helistop drives af Mittarfeqarfiit, Grønlands Lufthavnsvæsen. Statens Luftfartsvæsen fører tilsyn med flyvepladsen.

## Eksterne links
- AIP for Grønland fra Statens Luftfartsvæsen Arkiveret 23. august 2010 hos  Wayback Machine